# Corcyrogobius
Corcyrogobius  é um género de peixe da família Gobiidae e da ordem Perciformes.

## Espécies
- Corcyrogobius liechtensteini (Kolombatovic, 1891)[3][4][5]
- Corcyrogobius lubbocki (Miller, 1988)[6][7][8][9][10][11][12]